# Grumesnil
Grumesnil település Franciaországban, Seine-Maritime megyében. Lakosainak száma 480 fő (2022. január 1.). Grumesnil Canny-sur-Thérain, Gaillefontaine, Haucourt, Haussez, Saint-Michel-d’Halescourt és Formerie községekkel határos.

## Népesség
A település népességének változása:
| Lakosok száma | 160  | 581  | 626  | 462  | 462  | 451  | 441  | 423  | 437  | 480  |
|               | 1793 | 1806 | 1821 | 2013 | 2014 | 2016 | 2017 | 2019 | 2020 | 2022 |